# Chris Kalkman
Chris Kalkman (né le 6 septembre 1887 à Nieuwersluis et mort le 3 mai 1950 à Poortugaal) est un coureur cycliste néerlandais. Professionnel de 1912 à 1918, il a été champion des Pays-Bas de cyclisme sur route en 1909 et 1914 et a remporté la première édition de l'Olympia's Tour en 1909.

## Palmarès
- 1909
  - Champion des Pays-Bas de cyclisme sur route
  - Olympia's Tour :
    - Classement général
    - 1re étape
- 1914
  - Champion des Pays-Bas de cyclisme sur route